# Mazama bricenii
Espèce
Statut de conservation UICN

 VU A4c : Vulnérable
Mazama bricenii, le Mazame nain gris, est un cervidé qui se rencontre en Colombie et au Venezuela.